# Мирейо
Мирейо (окс. Mirèio (в орфографии Мистраля); Mirèlha (Мирельо) (в классической орфографии) — сельская поэма Фредерика Мистраля, изданная в 1859 в Авиньоне Жозефом Руманилем.

## Сюжет
Сюжетом поэмы, состоящей из 12 песен, является любовь юного плетельщика корзин Винсена (Vincèn) и прекрасной Мирейо, дочери богатого фермера, которая вспыхивает на фоне идиллических пейзажей весеннего Ле-Бо-де-Прованса в пору созревания шелковицы и сбора коконов шелковичного червя, и трагически обрывается на морском берегу у храма Notre-Dame-de-la-Mer в Сент-Мари-де-ла-Мер.
В текст поэмы вплетены средневековые легенды и народные предания Нижнего Прованса — долины Кро и Дюрансы, Камарги, Арля и Тараскона, пережитки языческой демонологии в описаниях ритуалов колдуньи Таваны и гибели злодея Урриаса на мосту через Рону у Тренкетая сочетаются с католическим благочестием рассказа о Святых Мариях Морских (Марии Клеоповой и Марии Саломеи), Чёрной Саре и крестителях Прованса.

## Версификация и стиль

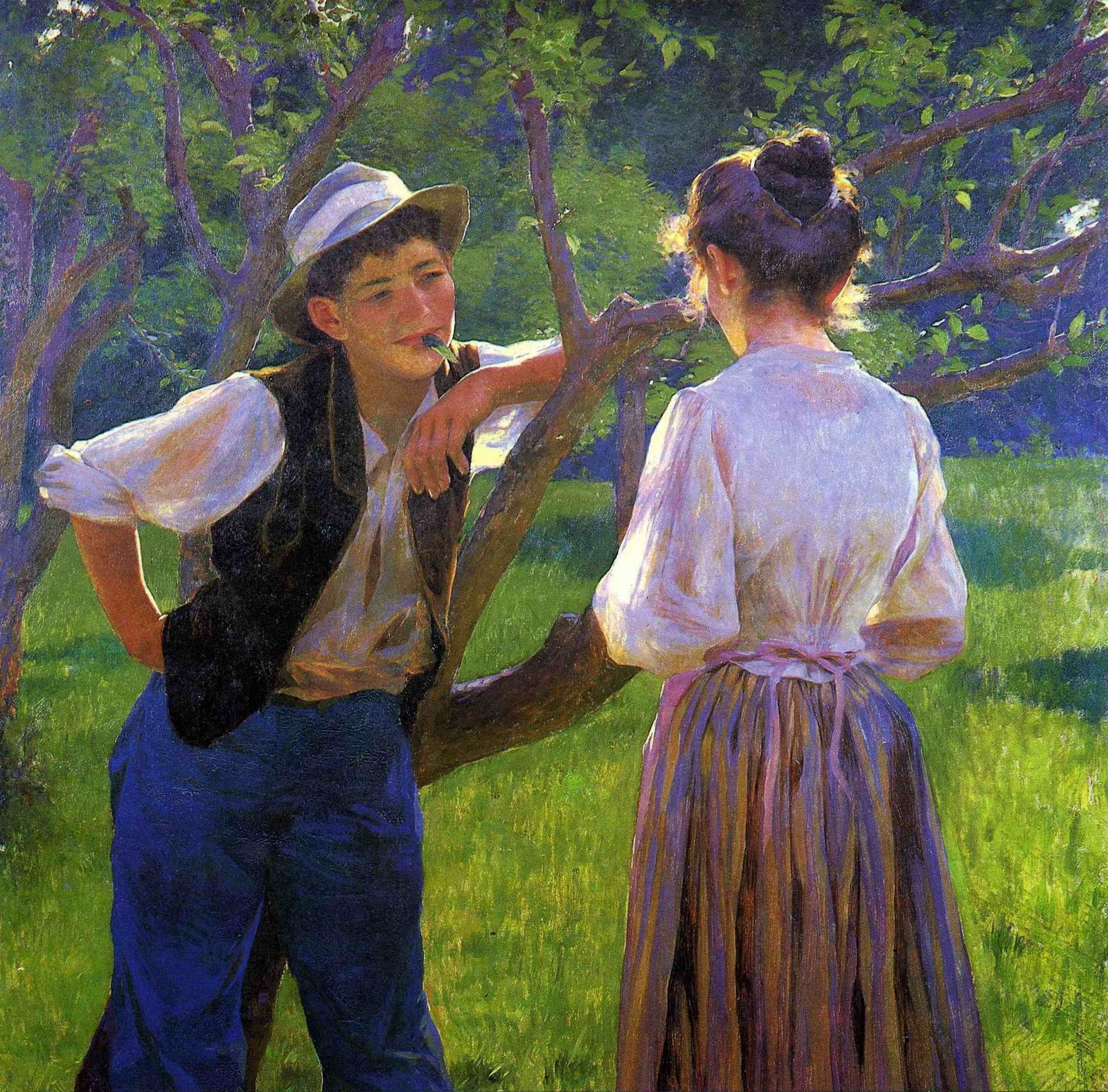
Венсан и Мирей. Виктор Лейде

Поэма написана особой «строфой Мирейо» — семистишиями, в которых октосиллабы с женскими рифмами чередуются с александринами с мужскими (f f m f f f m), с рифмовкой aabcccb.
Мистраль утверждал, что является изобретателем этой строфы, но Эмиль Рипер в своем исследовании показал, что она является комбинацией строфики нескольких провансальских поэтов 1830-х — 1850-х годов, так называемых «предтеч фелибров».
Особенностью поэзии Мистраля являются необыкновенная музыкальность и звучность стиха в соединении с богатой и точной рифмой, что весьма затрудняет стихотворный перевод (авторский перевод на французский, опубликованный вместе с оригиналом, очень точен, но сделан, по традиции, прозой).
Особенностью стиля Мистраля является простой, местами даже разговорный язык, использование которого в высокой поэзии (без снижения её уровня) для своего времени было крупным достижением.
Для того, чтобы облегчить иностранному читателю чтение оригинала, Мистраль снабдил книгу кратким изложением отличий провансальской фонетики от французской (провансальская лексика франкофонам, в основном, понятна при сравнении с переводом).

## Рецепция

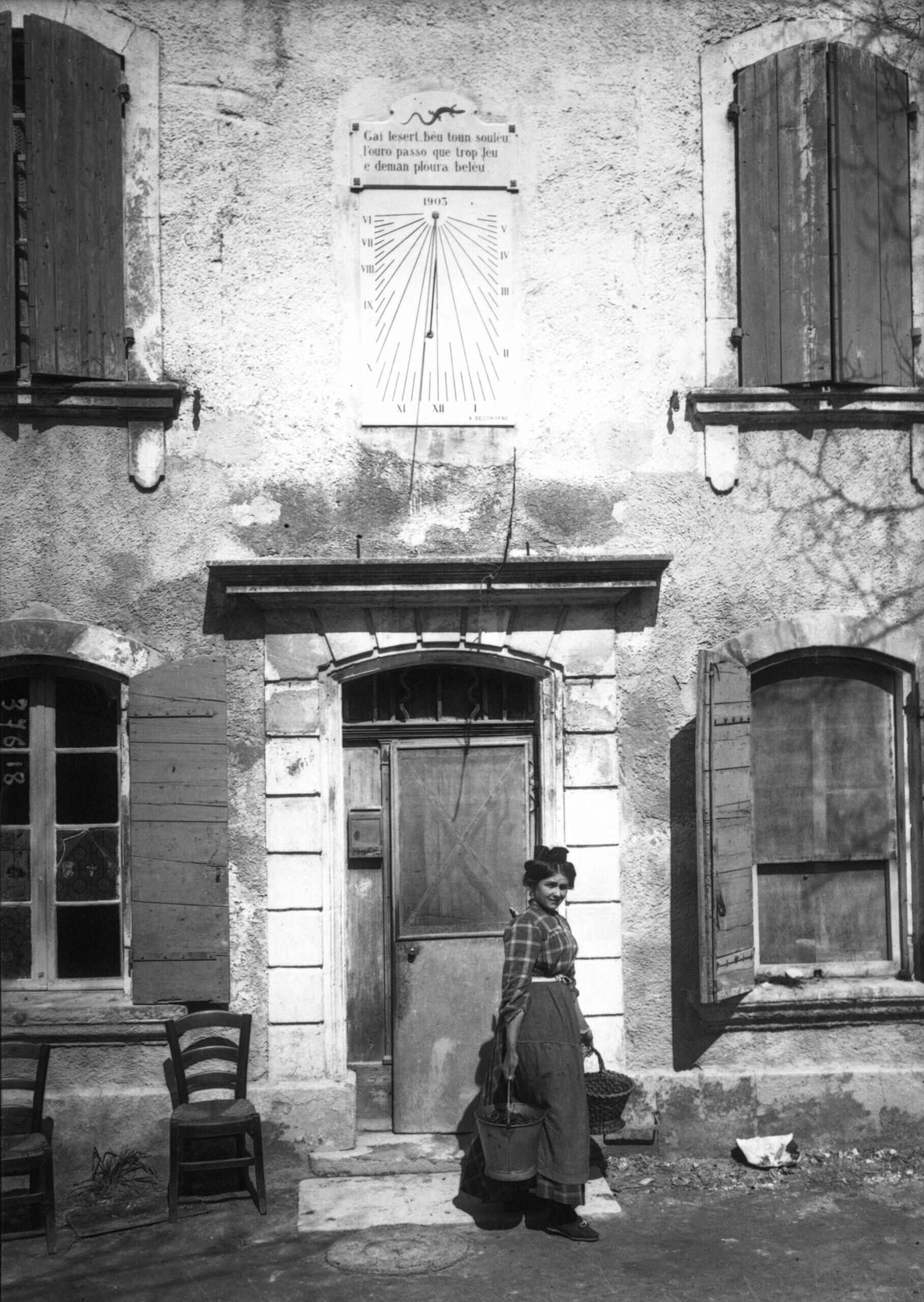
«Дом с циферблатом» в Майане, где Мистраль создавал «Мирейо». Фотография 1914 года

Изданная через пять лет после создания общества фелибров, «Мирейо» стала крупнейшим произведением Мистраля и всего фелибрижа. По словам Вильгельма Левика:

…первая за долгие десятилетия, а может быть, и столетия настоящая провансальская поэма, произвела на всех, кто мог её читать или слышать и при этом понимать, огромное впечатление.— Левик В. Предисловие // Мистраль Ф. Мирей, с. 17
Большой успех поэмы содействовал усилиям фелибров по возрождению литературного провансальского языка, на котором некогда возникла первая в средневековой Европе любовная лирика. После присоединения Прованса к Франции, в XVI веке он был лишен статуса языка делопроизводства и с тех пор пребывал в упадке, а правительства революционной и буржуазной Франции, до середины XX века проводившие националистическую политику («одна нация — один язык»), стремились вовсе искоренить многочисленные региональные языки и диалекты своей страны.
Мистраль посвятил свою поэму Альфонсу Ламартину (8 сентября 1859):
Восхищенный Ламартин отвечал на страницах «Cours familier de littérature»: «…Родился великий эпический поэт (…) Истинный гомерический поэт, в наше-то время (…) Да, твоя эпическая поэма — просто шедевр (…) аромат твоей книги не выветрится и через тысячу лет».
Сам будучи помещиком, он был очарован описаниями сельского быта, и советовал Мистралю бросить литературу и посвятить себя труду на земле.

Отложи перо и берись за него только зимою, в редкие досуги, меж тем как твоя Мирей, которую, без сомнения, судьба пошлет тебе, расстелет белую скатерть и нарежет пшеничный хлеб на столе, за которым ты поднимал стакан вместе с Адольфом Дюма, твоим соседом и предшественником. Нельзя создать два шедевра в течение одной жизни. Один шедевр ты создал. Благодари Небо и не оставайся среди нас, иначе ты упустишь венец твоей жизни — счастье, обретенное в простоте.— Lamartine A. Cours familier de littérature. LXe entretien. 1859, p. 310
.

## Влияние
На сюжет «Мирейо» создавались картины и скульптуры, в 1864 Шарль Гуно написал оперу «Мирей». Поэма была переведена на многие европейские языки, она способствовала подъему не только провансальской, но и каталанской поэзии, а сам Мистраль содействовал её переводу даже на дофинуазский диалект.
В 1904, в основном, именно за это произведение, Мистралю была присуждена Нобелевская премия по литературе. В 1906 в честь «Мирейо» был назван астероид (594) Мирайлль). В 1933 Рене Гаво поставил по мотивам поэмы фильм «Мирей».
Французский вариант имени героини поэмы (Мирей) к началу XX века стал весьма популярным на окраинах Франции, в особенности, в Бретани и Провансе.
Газета le Figaro, заинтересовавшаяся его происхождением, получила от Мистраля следующее разъяснение:

Мирей, о которой я написал поэму, никогда не существовала. Но имя, имя единственно существовало, и во времена моего детства здесь его произносили, говоря о прекрасной девушке: Вот Мирей, прекрасная Мирей, Мирей, любовь моя. Осталось это имя забытой героини.
Я склоняюсь к тому, что Мирейо (Мирей) — то же имя, что и Мария, происходящее от еврейского Мириам и провансализированное местными евреями, с давних пор живущими в стране.
Благодаря поэме и опере Гуно, имя Мирей стало часто использоваться как крестильное. Их теперь сотни и сотни!
Поначалу кюре и государственные служащие отказывались его признавать; теперь оно принято церковью и государством. Оно даже написано на небе новой планетой, открытой и крещеной Фламмарионом.
У меня нет другого ребенка, кроме моей поэмы о Мирей, но я родитель множества других, кто носит это имя.— Mireille est-il un prénom? (Article paru dans le Figaro du 6 septembre 1913)

## «Мирейо» в России

### До революции
Песня «Магали» из третьей части поэмы переводилась на русский несколько раз, в том числе Иннокентием Анненским (Магали, моя отрада..., 1879) и Владимиром Жаботинским, по словам которого, это «прелестная песенка, действительно одна из лучших идиллий мировой литературы».
По мнению героя рассказа Жаботинского:

Первые четыре песни "Mireio" достойны сравнения с Гомером или с Библией. — И он спрашивает майора: помните вы сцену, как прекрасная Мирейо собирает вместе с Винсэном тутовые листья? Помните сцену посиделок? Помните описание овечьего стада?— Жаботинский В. Гунн

### Советская критика
В 1920-е годы поэму переводил Федор Сологуб, но судьба этого перевода неизвестна. В раннее советское время творчество Мистраля считалось «реакционным». По словам автора статьи об этом писателе в советской Литературной энциклопедии, А. Дробинского, «кулацкая направленность поэмы вне всяких сомнений», хотя он и отмечает, что «Мирейо», и написанный позднее той же строфой «Календаль», отличаются «исключительной музыкальностью».
Критик осуждает найденную им в поэме «апологию крупнокрестьянских хозяйств», а то, что движимая любовью к бедняку, Мирейо все-таки идет наперекор воле отца, властного Рамона, объясняет так:

…это свидетельствует лишь о том, что автор ищет опоры против вторжения промышленного капитала в старый аграрный уклад Юга в расширении и укреплении социальной базы «крепкого» хуторского хозяйства привлечением батрачества и мелкопромыслового ремесленничества.— Дробинский А. МИСТРАЛЬ Фредери
.

### Русский перевод

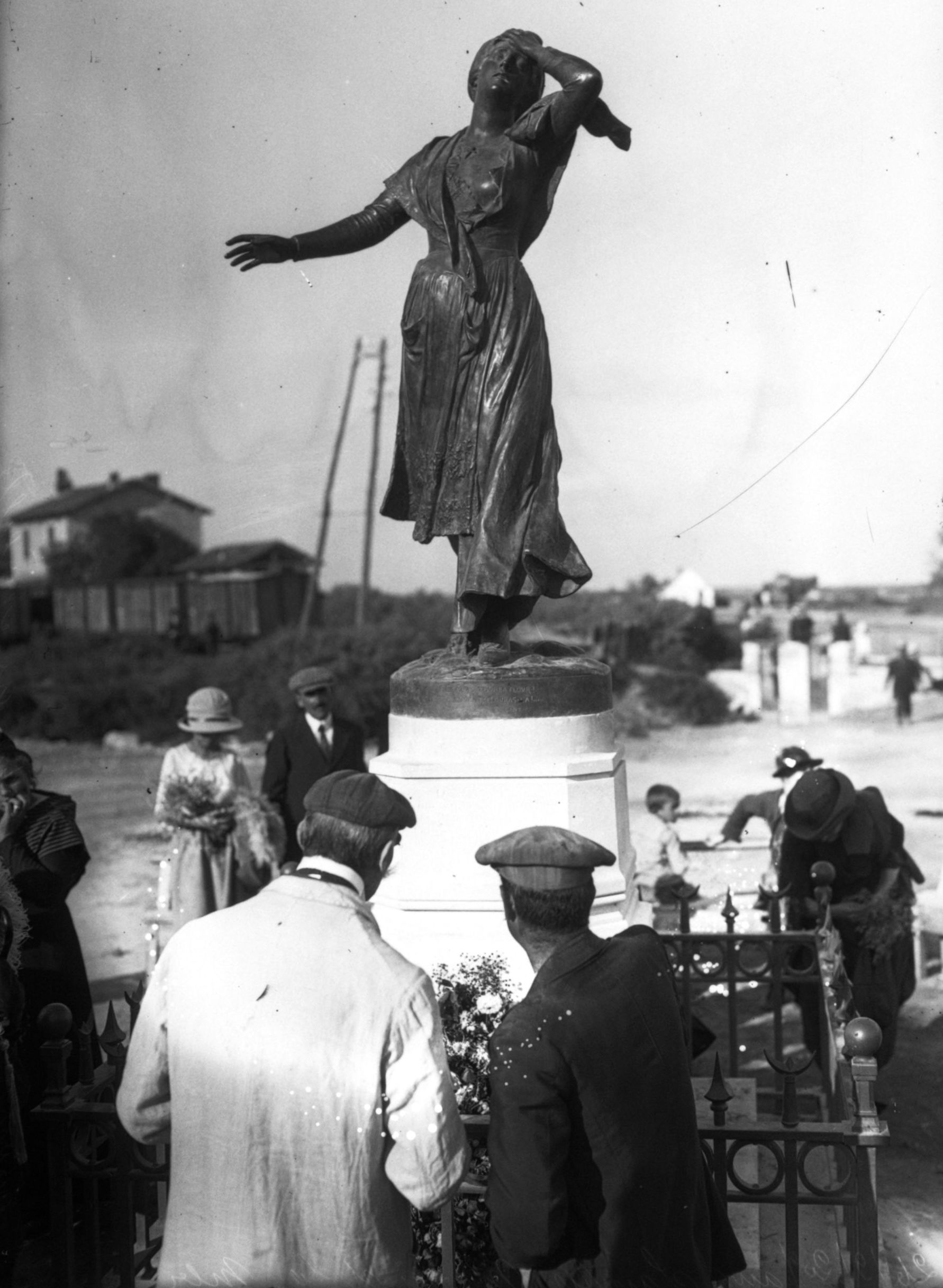
Открытие памятника Мирейо в Сент-Мари-де-ла-Мер (1920)

В период разрядки стала возможной публикация перевода Натальи Кончаловской (под французским названием «Мирей») — результата трех лет напряженной работы. По словам переводчицы, на этот труд её подвигло желание открыть соотечественникам великого поэта, переведенного к 1960-м годам даже на японский, и изучением творчества которого в университетах Англии и Германии занимаются специальные кафедры.
Русский перевод сокращен примерно на одну шестую часть оригинального текста, там, где речь идет о подробностях, актуальных для своего времени. Перевод выполнен по французскому подстрочнику, что является обычной практикой для экзотических языков (литературным провансальским и в настоящее время мало кто владеет даже в самом Провансе). От строгого следования оригинальной рифмовке также пришлось отказаться.